# Едгар Мичъл
Едгар Дийн Мичъл (на английски: Edgar Dean Mitchell) e бивш американски астронавт, шестият човек стъпил на Луната – като пилот на лунния модул на Аполо 14.

## Биография
Мичъл е роден на 17 септември 1930 г. в Хиърфорт в щата Тексас. Избран е като астронавт на НАСА през 1966 година. Умира на 4 февруари 2016 г. в Лейк Уърт, Флорида.

## Полети
Мичъл е летял в космоса само веднъж като член на екипажа на Аполо 14 (31 януари 1971 – 9 февруари 1971).

## Възгледи по темата НЛО
В различни свои изказвания Мичъл многократно е заявявал, че извънземни са посещавали Земята. Тези негови изказвания не са подкрепени от НАСА.